# Olkieniki (stacja kolejowa)
Olkieniki (lit. Valkininkai, ros. Валькининкай) – stacja kolejowa w miejscowości Nowe Olkieniki, w rejonie orańskim, w okręgu olickim, na Litwie. Leży na linii dawnej Kolei Warszawsko-Petersburskiej.
Stacja powstała w XIX w. pomiędzy stacjami Orany a Rudziszki. W dwudziestoleciu międzywojennym stacja leżała w Polsce.